# Jochen Küpper
Jochen Küpper FRSC (* 1971 in Langenfeld (Rheinland)) ist ein deutscher Physiker und Chemiker. Er ist seit 2010 Universitätsprofessor im Fachbereich Physik der Universität Hamburg und Leiter der Controlled Molecule Imaging Gruppe am Center for Free-Electron Laser Science, einer Kooperation des Deutschen Elektronen-Synchrotrons DESY, der Max-Planck-Gesellschaft und der Universität Hamburg in Hamburg-Bahrenfeld. Seit 2015 ist er zudem Professor im Fachbereich Chemie der Universität Hamburg.

## Leben
Jochen Küpper besuchte das Lise-Meitner-Gymnasium in Leverkusen. Von 1991 bis 1996 studierte er Chemie an der Heinrich-Heine-Universität Düsseldorf und an der US-amerikanischen University of Pittsburgh. 2000 wurde er in Physikalischer Chemie an der Heinrich-Heine-Universität Düsseldorf promoviert. 2009 wurde er für seine Arbeiten zur Kontrolle großer Moleküle an der Freien Universität Berlin im Fach Experimentalphysik habilitiert.
Jochen Küpper war nach der Promotion von 2001 bis 2002 wissenschaftlicher Mitarbeiter an der University of North Carolina at Chapel Hill in den USA, und von 2002 bis 2003 am FOM-Institut für Plasmaphysik „Rijnhuizen“ im niederländischen Nieuwegein. Von 2003 bis 2010 war er Arbeitsgruppenleiter im Department Molekülphysik am Fritz-Haber-Institut der Max-Planck-Gesellschaft in Berlin-Dahlem.

## Auszeichnungen und Preise
- 2000: Kandarpa Narahari Rao-Preis
- 2001: Feodor-Lynen-Stipendium der Alexander von Humboldt-Stiftung
- 2009:  Nernst-Haber-Bodenstein Preis der Deutschen Bunsen-Gesellschaft für Physikalische Chemie
- 2013: ERC Consolidator Grant
- 2014: Fellow of the Royal Society of Chemistry